# Bahrprobe

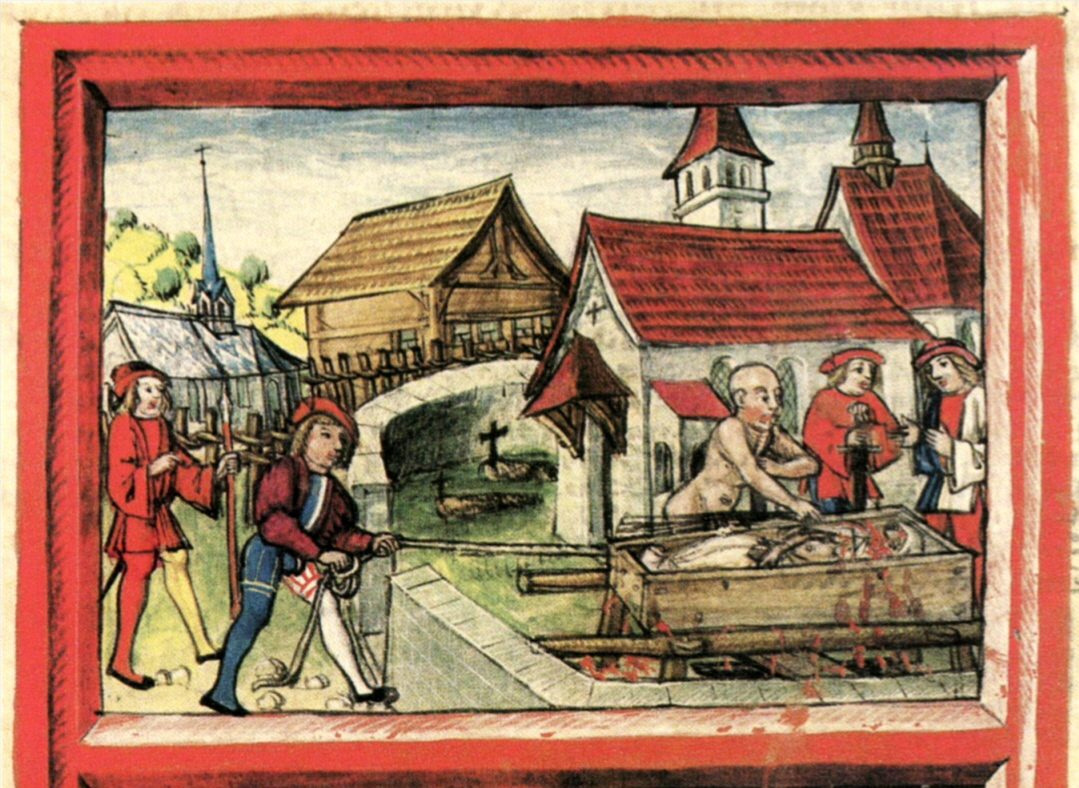
Bahrprobe des Hans Spiess. Miniatur in der Luzerner Chronik des Diebold Schilling, Burgerbibliothek (1513)

Die Bahrprobe (auch Bahrrecht und Scheines Recht, lateinisch ius cruentationis „Blutungsrecht“) war im Mittelalter ein Gottesurteil (Ordal), mit dem man in einem Mordfall den Mörder zu finden hoffte oder mit dem ein des Mordes Angeklagter seine Unschuld zu beweisen versuchte. Der Verdächtige wurde an die aufgebahrte Leiche geführt. Er hatte daraufhin seine Hand auf die Wunde zu legen und in einer festgelegten Eidformel seine Unschuld zu schwören. Fing die Leiche wieder an zu bluten, galt der Verdächtige als schuldig, andernfalls als unschuldig. Die Bahrprobe basierte auf der Annahme, dass der Geist des Verstorbenen noch im Körper vorhanden war („lebender Leichnam“) und durch das Bluten den Verlust seines Körpers rächen wollte. Als älteste die Bahrprobe als Prozessinstitut beschreibende Rechtsquelle des deutschen Raumes gilt das Freisinger Rechtsbuch von 1328 (Art. 273), wonach man das Prozedere des Gottesurteils sogar an bereits bestatteten Mordopfern durchführen sollte. Die Bahrprobe ist im Nibelungenlied erwähnt und wurde in Einzelfällen noch bis in das 17. und 18., teilweise sogar noch im 19. Jahrhundert angewandt. Dabei erfuhr sie allerdings einen Funktionswandel vom Inquisitionsmittel zum Indiz. Doch scheint sie stets nur als subsidiäres Auskunftsmittel, sozusagen als letzter Ausweg, in Betracht gekommen zu sein. Im Zuge der Aufklärung wurde sie endgültig aus dem Rechtsleben entfernt. Bekannt geworden ist die Bahrprobe an Hans Spiess in Ettiswil anno 1503.